# Un americano a Parigi (film)
Un americano a Parigi (An American in Paris) è un film del 1951 diretto da Vincente Minnelli in Technicolor. Segna l'esordio della francese Leslie Caron.
Presentato in concorso al Festival di Cannes 1952, il film prende nome dall'omonimo poema sinfonico di George Gershwin contenuto nelle musiche dell'opera insieme al Concerto in fa dello stesso Gershwin.
Nel 1998 l'American Film Institute l'ha inserito al 68º posto della classifica dei migliori cento film statunitensi di tutti i tempi.

## Trama

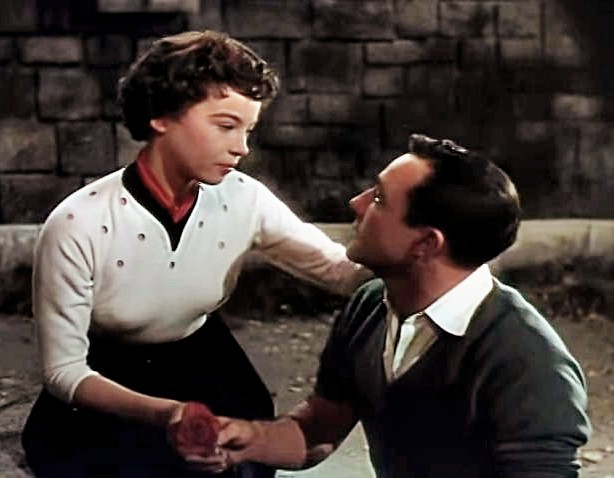
Leslie Caron e Gene Kelly

Jerry Mulligan, soldato statunitense che in guerra aveva prestato servizio in Francia, si ferma a Parigi per studiare pittura. A Montmartre si ritrova vicino di stanza di un suo connazionale, Adam Cook, pianista. Il duo, rinforzato da Henri Baurel, uno chansonnier francese grande amico di Adam, esegue alcuni numeri nel caffè sottostante. Henri confessa felice a Jerry di aver salvato dai tedeschi Lisa, una piccola orfana, allevandola con sé. Adesso Lisa è cresciuta, lui se ne è innamorato ed è sul punto di sposarla.
Jerry, intanto, prepara una mostra finanziata da Milo Roberts, una ricca americana che, attratta da lui, finge di interessarsi ai suoi quadri e vuole lanciarlo come pittore. In un locale incontra una giovane sconosciuta che non gli rivela niente di sé stessa. La ragazza è ingenua ma vitale e Jerry non può fare a meno di innamorarsene. Tenta di rivederla e, quando la incontra, capisce che anche lei ricambia i suoi sentimenti e le propone di sposarla, ma la ragazza rifiuta. Infatti è Lisa, che gli rivela di essere impegnata con un altro uomo, di non esserne innamorata ma di avere un debito di riconoscenza verso di lui. Jerry cerca invano di dimenticarla con Milo, ma non ha intenzione di diventare un mantenuto della ricca signora. 
Al ballo delle Belle Arti, annuale appuntamento durante il quale tutti i personaggi si ritrovano, Lisa rivela a Jerry il suo segreto: durante la guerra, poiché i suoi genitori erano nella resistenza, era stata affidata alle cure di un uomo che si è occupato di lei anche dopo. Quest'uomo le ha in pratica salvato la vita rischiando la propria e con il tempo è nato un sentimento che dovrebbe portarli all'altare. Quell'uomo è Henri.
Jerry e Lisa, pur confessando reciprocamente il loro amore, si dicono addio. La notte d'incanto sta finendo e Jerry sogna di rincontrare la ragazza e di danzare con lei in un mondo di musica e colori. Dall'alto di una terrazza, riavendosi dopo il bellissimo sogno, vede Lisa giù in strada che sta per andarsene su un taxi con l'amico. Ma Henri, che aveva ascoltato il loro dialogo senza farsi vedere, si è reso conto che la ragazza accetterebbe di sposarlo solo per gratitudine e non vuole che si sacrifichi per lui. Dal balcone, Jerry vede finalmente Lisa che corre su per le scale verso di lui.

## Produzione
L'idea del film fu del produttore Arthur Freed: assistendo a un concerto di musiche di Gershwin in cui veniva eseguito anche il poema sinfonico Un americano a Parigi, Freed pensò che questo titolo poteva andar bene anche come titolo di un film, quindi contattò i detentori dei diritti e ottenne il permesso di sviluppare l'idea. Ingaggiò Alan Jay Lerner come sceneggiatore e gli assegnò il compito di creare una storia che collegasse le varie canzoni, spaziando da Tra-la-la del 1922 a Love Is Here to Stay, scritta nel 1937 da Gershwin pochi mesi prima di morire.
Il film fu girato interamente negli studi MGM di Culver City, salvo alcune inevitabili sequenze di collegamento riprese direttamente a Parigi. 
La sequenza del balletto (17 minuti) richiese una lunga preparazione e fu girata separatamente qualche tempo dopo. Furono chiamate a lavorarvi persone diverse da quelle che avevano partecipato alla lavorazione del resto del film. Il progetto fu sviluppato da Minnelli e dallo stesso Gene Kelly, che sottopose a provino decine di ballerini. Lo scenografo Preston Ames, che aveva studiato alle Belle Arti dal 1927 al 1932 e soggiornato nel Quartiere latino in una stanza simile a quella del film, si occupò delle scenografie, disegnando più di quaranta set diversi che fece realizzare ad altrettanti pittori nello stile dei più celebri artisti francesi. 
Su suggerimento di Minnelli, Ames aveva realizzato anche il ballo alle Belle Arti utilizzando solo il bianco e il nero, per preparare emotivamente lo spettatore ai colori della sequenza successiva. Lo sfondo di Place de la Concorde, che si ispira a Raoul Dufy, misurava circa 12 metri in altezza per 70 metri di lunghezza. 
La produzione di questa sequenza costò 450 mila dollari e Gene Kelly, temendo il giudizio dei francesi che non amavano l'idealizzazione americana di Parigi, non resistette alla tentazione di sottoporla in anteprima proprio a Dufy, unico pittore ancora vivente. Il pittore, allora già costretto su una sedia a rotelle per una devastante artrite reumatoide (sarebbe morto pochi mesi dopo), diede un cenno di assenso con la testa e chiese di poterla rivedere daccapo. Gene Kelly fu così rassicurato sul successo internazionale che la pellicola avrebbe avuto.

## Numeri musicali[5]
- Nice Work if You Can Get It (testo di Ira Gershwin)
- By Strauss (testo di Ira Gershwin)
- Concerto in F
- Tra-la-la (testo di Ira Gershwin)
- I Got Rhythm (testo di Ira Gershwin)
- Embraceable You (testo di Ira Gershwin)
- 'S Wonderful (testo di Ira Gershwin)
- Love Is Here to Stay (testo di Ira Gershwin)
- An American in Paris
- I'll Build a Stairway to Paradise (testo di Edward Goetz e Buddy De Sylva)

Nell'edizione definitiva del film vennero tagliati tre numeri musicali: un assolo di Gene Kelly, a cui l'attore teneva molto (I've Got a Crush on You) e due di Georges Guétary (Love Walked in e But Not for Me). 
La scena in cui Oscar Levant si immagina pianista nel Concerto in F, ma finisce per suonare tutti gli strumenti, dirigere l'orchestra ed essere anche presente fra il pubblico, fu un'idea dello stesso attore. Levant avrebbe dovuto suonare al piano una fantasia di brani, ma non accettò e propose di girare questa sequenza. 

## Riconoscimenti
- 1952 - Premio Oscar
  - Miglior film a Arthur Freed
  - Migliore sceneggiatura originale a Alan Jay Lerner
  - Migliore scenografia a Cedric Gibbons, E. Preston Ames, Edwin B. Willis e F. Keogh Gleason
  - Migliore fotografia a Alfred Gilks e John Alton
  - Migliori costumi a Orry-Kelly, Walter Plunkett e Irene Sharaff
  - Miglior colonna sonora a Johnny Green e Saul Chaplin
  - Candidatura Migliore regia a Vincente Minnelli
  - Candidatura Miglior montaggio a Adrienne Fazan
- 1952 - Golden Globe
  - Miglior film commedia o musicale
  - Candidatura Migliore regia a Vincente Minnelli
  - Candidatura Miglior attore in un film commedia o musicale a Gene Kelly
- 1951 - Festival di Cannes
  - Candidatura Palma d'oro a Vincente Minnelli
- 1952 - Premio BAFTA
  - Candidatura Miglior film
- 1952 - Directors Guild of America
  - Candidatura Migliore regia a Vincente Minnelli
- 1952 - Writers Guild of America
  - Migliore sceneggiatura a Alan Jay Lerner

Nel 1993 è stato scelto per la conservazione nel National Film Registry della Biblioteca del Congresso degli Stati Uniti.